# Physeter
Physeter és un gènere de cetacis odontocets de la família dels fisetèrids. L'únic representant vivent d'aquest grup és el catxalot (P. macrocephalus). S'hi han assignat diverses espècies fòssils, incloent-hi P. antiquuus, del Miocè-Plistocè de França, i P. vetus, del Miocè-Plistocè dels Estats Units. Aquesta última és amb tota probabilitat invàlida, car el grapat de dents en la qual es basa la seva identificació són idèntiques a les d'un altre odontocet, Orycterocetus quadratidens.